# Eutímides de Calcis
Eutímides (grec antic: Εὐθυμίδης, llatí: Euthymidas) fou un governant o tirà de la ciutat de Calcis, a Eubea.
Va ser expel·lit del govern pel partit local favorable als romans. El 192 aC va fer un assaig per recuperar el poder amb l'ajut de la Lliga Etòlia, segons diu Titus Livi.